# Bartley P. Griffith

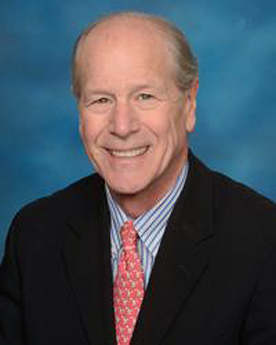
Bartley P. Griffith (2022)

Bartley P. Griffith (* in Pittsburgh) ist ein international renommierter amerikanischer Herzchirurg und Professor an der University of Maryland School of Medicine.

## Leben
Griffith studierte an der Thomas Jefferson University Medizin und erwarb 1974 seinen medicinae doctor.

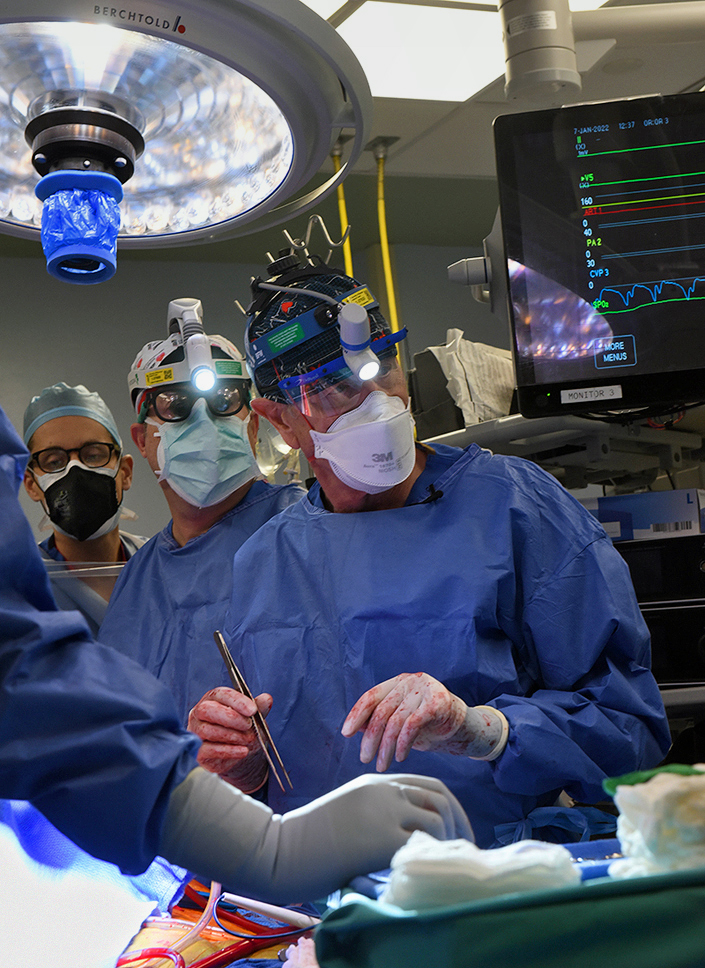
Griffith während der Operation

### Xenotransplantation
Am 7. Januar 2022 führte er die erste erfolgreiche Transplantation eines genetisch veränderten Schweineherzens in einen Menschen durch. Der Empfänger war der 57-jährige David Bennett. Der Eingriff fand am University of Maryland Medical Center statt. Bennett starb am 8. März 2022, zwei Monate nach der Transplantation. 
Die allererste Transplantation eines (nicht gentechnisch veränderten) Schweineherzens in einen Menschen wurde 1997 von dem indischen Chirurgen Dhaniram Baruah durchgeführt. Der Patient, der 32-jährige Purna Saikia, starb nach einer Woche.